# Organische Artikel
Als organische Artikel (französisch Articles organiques) bezeichnet man von Napoleon erlassene Verordnungen zur Religionsausübung in Frankreich. Sie waren eine Ergänzung zu dem am 15. Juli 1801 mit dem Vatikan ausgehandelten Konkordat. Die organischen Artikel gaben dem Konkordat die gesetzliche Grundlage. Das Konkordat betraf nur die Beziehungen zwischen der französischen Regierung und dem Papst, die organischen Artikel regelten darüber hinaus den Umgang mit der Religionsausübung in ganz Frankreich.

## Geschichte
Die organischen Artikel wurden am 3. April 1802 vom Staatsrat ausgearbeitet und gebilligt und am 8. April 1802 ohne Änderung von den Gesetzgebenden Körperschaften zum Gesetz erhoben. Die Ratifikation des Konkordats geschah bereits am 10. September 1801. Erst sieben Monate später hatte Napoleon selbst, als erster Konsul, den Vertrag im Staatsrat verlesen. Die Abstimmung im Tribunat am 7. April 1802 ergab 78 gegen 7 und im Gesetzgebenden Körper am 8. April, 228 gegen 21 Stimmen für die Annahme der Vorlage.
In den Sitzungen der beiden Versammlungen, besonders im Tribunat, hatte sich eine ziemlich lebhafte Opposition bemerkbar gemacht. Die vorgelegten Gesetze wurden dabei ungünstig aufgenommen, zum Teil sogar verworfen. Es kam, vor der Endabstimmung, zu einer Neuernennung der Tribunen und der Gesetzgebenden Körperschaft, bei der die Mitglieder, die sich der Annahme der von der Regierung vorgeschlagenen Gesetze widersetzten, entfernt wurden.
Als Gesetz wurde das Konkordat dann am 8. April 1802 (18. Germinal X), gleichzeitig mit den Organischen Artikeln, veröffentlicht. Die feierliche Promulgation erfolgte am 18. April, dem Ostersonntag des Jahres 1802. Während der Zeremonie in der Pariser Kathedrale Notre-Dame leisteten fünf Erzbischöfe und 19 Bischöfe dem Ersten Konsul den Treueid.
Auch in den am 9. März 1801 nach dem Frieden von Lunéville von Napoleon als Teil des französischen Staatsgebietes annektierten linksrheinischen Gebieten wurden die Organischen Artikel schon am 4. Mai 1802 (14. Floreal X) für die neu erworbenen Départements am Rhein für verbindliches Recht erklärt.
Durch das „Gesetz zur Trennung von Kirche und Staat“ vom 9. Dezember 1905 wurden die Organischen Artikel in Frankreich aufgehoben und ein strenger Laizismus eingeführt. Während der Geltungsbereich des Gesetzes von 1905 durch einen Erlass vom 6. Februar 1911 auch auf die Überseegebiete Guadeloupe, Martinique und Réunion ausgeweitet wurde, gelten in den Départements Haut-Rhin, Bas-Rhin und Moselle, die 1905 zum damals deutschen Reichsland Elsaß-Lothringen gehörten, weiterhin das Konkordat von 1801 und die Organischen Artikel von 1802. Im Département Französisch-Guayana und den französischen Überseegebieten mit Sonderstatus gibt es z. T. besondere Regelungen.
In Belgien und Luxemburg sowie in den linksrheinischen deutschen Bundesländern und westlichen Schweizer Kantonen, die in der napoleonischen Zeit Teil des französischen Staatsgebietes waren, haben bestimmte finanzielle Regelungen der Organischen Artikel weiterhin Rechtskraft. In Luxemburg wurden sie 1997 formell weitgehend durch entsprechende Regelungen in Staatskirchenverträgen ersetzt. Im Kanton Genf wurden die Organischen Artikel 1907 durch eine Volksabstimmung aufgehoben, in den Niederlanden 1981 faktisch abgelöst.

## Inhalt
Die organischen Artikel griffen auf die gallikanischen Artikeln von 1682 zurück, die den Unterricht an den theologischen Einrichtungen vorschrieben. Sie belebten im Geiste des Gallikanismus die Grundsätze des französischen Staatskirchentums wieder und, wenn auch abgeschwächt, die kirchenpolitische Praxis der Revolutionszeit. Die Organischen Artikel führten das staatliche Plazet für die Verkündigung  päpstlicher Erlässe in Frankreich ein, verboten die Entsendung päpstlicher Gesandter außer dem beglaubigten Nuntius und erklärten nur den von der Regierung genehmigten Katechismus für zulässig. Napoleon anerkannte neben der katholischen nur die reformierte, calvinistische Kirche und die Kirchen der Augsburger Konfession, die lutherische Kirche.
Die 77 Artikel für die katholische Kirche (Articles organiques de l’Église catholique) regelten die Beziehungen der Kirche zur Zivilverwaltung, die Rangordnung und die Lehre (Disziplin) des katholischen Klerus, die Art und Weise wie der Gottesdienst abgehalten werden sollte, die neue Einteilung der Kirchensprengel und Gemeinden und die Besoldung der Geistlichen.

Die 44 Artikel für die protestantischen Kirchen (Articles organiques des cultes protestants) waren in drei Titel eingeteilt. Der erste, der die allgemeinen Bestimmungen enthielt (Dispositions générales pour toutes les communions protestantes), besagte, dass man Franzose sein müsse, um die Religion ausüben zu können, und dass die Pastoren vom Staat besoldet werden. Die protestantischen Kirchen durften keine Beziehungen mit ausländischen Mächten unterhalten. Der zweite Titel beschäftigte sich mit den Pastoren, Konsistorien und Synoden der reformierten Kirche (Des Églises réformées) und der dritte Titel betraf die Regelungen in der lutherischen Konfession (De l’organisation des Églises de la confession d’Augsbourg).

## Auswirkungen

### Vier anerkannte Religionen („cultes reconnus“)
Mit dem Konkordat und dem Inkrafttreten der organischen Artikel wurde die antiklerikale Politik der Revolutionszeit beendet. Die von Napoleon ohne Wissen des Papstes erlassenen organischen Artikel führten zu einem Protest der Kardinäle, da sie sich, wie sie meinten, mit den Grundsätzen der katholischen Kirche nicht vertrugen. Papst Pius VII. fühlte sich nicht an die Artikel gebunden, und es entspann sich ein Notenwechsel zwischen dem Vatikan und der französischen Regierung bis in die Zeit des Kaiserreiches. Aber auch in Frankreich selbst gaben die Gesetze Anlass zum Widerstand. Zahlreiche alte Republikaner und viele Offiziere der Revolutionsarmee waren mit der Wiederherstellung der alten Religion unzufrieden.
Die Zahl der Erzbistümer in Frankreich einschließlich der annektierten Gebiete wurde auf 10, die der Bistümer auf 50 festgesetzt. Auch die Bezahlung der Bischöfe wurde geregelt: so erhielt ein Erzbischof 15.000 und ein Bischof 10.000 Franc jährlich vom französischen Staat. Von den früheren zahlreichen kirchlichen Feiertagen wurden nur vier beibehalten: Weihnachten, Ostern, Himmelfahrt und Allerheiligen.
Die reformierten und lutherischen Konsistorialkirchen wurden zu jeweils 6.000 Gemeindemitgliedern zusammengefasst. Sie wurden von Lokalkonsistorien geleitet, wobei jeweils fünf Konsistorialkirchen eine Synode bildeten.
Bereits 1808 erfolgte mit der Bildung des Consistoire central israélite die offizielle Anerkennung des Judentums als Religion neben der katholischen, der reformierten und der lutherischen Kirche. Durch Verordnung vom 25. Mai 1844 wurden die Regelungen der organischen Artikel analog in Geltung gesetzt. Die vier Konfessionen waren jetzt gleichberechtigt und staatlich anerkannt. So spricht man auch  heute noch von den vier „cultes reconnus“ in Frankreich.

### Gründung linksrheinischer evangelischer Kirchengemeinden
In den Gebieten mit zuvor katholischer Territorialherrschaft (z. B. Erzbistum Mainz, Erzbistum Köln, Erzbistum Trier) war es in der französischen Zeit nach 1802 aufgrund der Organischen Artikel erstmals möglich, legale evangelische Kirchengemeinden zu gründen und eigene Kirchengebäude zu benutzen. Beispielsweise wurden auf Grundlage der Organischen Artikel folgende säkularisierte Klosterkirchen von den französischen Präfekten neu gegründeten evangelischen Kirchengemeinden zugewiesen:
- Annakirche 1802 in Aachen; zuvor wurden die Evangelischen vom limburgischen Vaals versorgt,
- Kapelle im Kurfürstlichen Schloss im Juni 1802, zwei Monate später stattdessen Kapelle des ehemaligen Dominikanerinnen-Klosters St. Martin (Görgengasse am alten Löhrtor) 1802/03 in Koblenz; zuvor hielten sich die wenigen Evangelischen zum sponheimischen Winningen,
- Antoniterkirche 1802 in Köln (bereits 1801 zugewiesen); die Evangelischen waren zuvor vom jülichschen Frechen bzw. seit 1610 vom bergischen Mülheim versorgt worden,
- Altmünsterkirche 1802 in Mainz, seit 1808 Welschnonnenkirche, seit 1829 Johanniskirche,
- Klosterkirche Marienberg 1804/06 in Neuss (benutzt bis 1906).

In der Rechtsnachfolge des Französischen Staates gelangten durch den Wiener Kongress weitere säkularisierte Kirchen in das Eigentum des preußischen Staates und wurden von König Friedrich Wilhelm III. und König Friedrich Wilhelm IV. neu gegründeten evangelischen Kirchengemeinden zur Verfügung gestellt:
- Schlosskirche (im jetzigen Universitäts-Hauptgebäude) 1816 in Bonn; die Evangelischen wurden zuvor vom bergischen Oberkassel versorgt,
- Jesuitenkirche 1816 (bis 1819 als Simultankirche), seit 1856 stattdessen Konstantinbasilika in Trier,
- Florinskirche 1818 in Koblenz (von Friedrich Wilhelm III. gegen Entschädigung aus städtischem Besitz enteignet),
- Mitbenutzungsrecht am Altenberger Dom in Odenthal als Simultankirche ab 1857 (nach der Säkularisation zunächst in Privatbesitz gelangt, 1834 unter Auflage der Simultannutzung an den preußischen Staat übereignet).[1]

Diese vier Kirchen befinden sich bis jetzt ganz oder teilweise im Eigentum der Bundesländer Nordrhein-Westfalen bzw. Rheinland-Pfalz.

### Staatsleistungen linksrheinischer Staaten und Länder
Noch heute beruht ein Teil der in den deutschen Bundesländern Rheinland-Pfalz, Saarland und linksrheinischem Nordrhein-Westfalen, die in Belgien sowie in Frankreich im Elsass und im lothringischen Département Moselle an die Kirchen geleisteten Staatsleistungen (Dotationen) für die Besoldung der Pfarrer auf einer Kompensation für damals zugunsten des Fiskus eingezogenes Pfarrvermögen bzw. auf den Organischen Artikeln und einem sie ausführenden kaiserlichen Dekret Napoleons vom 13. Fructidor XIII (31. August 1805). Auch die beiden einzigen staatlichen theologischen Fakultäten Frankreichs an der Universität Straßburg und ihre Finanzierung sind durch die Organischen Artikeln garantiert.
In den Niederlanden wurden die auf den Organischen Artikeln beruhenden Staatsleistungen 1981 durch einmalige Zahlung von 250 Mio. Gulden weitgehend abgelöst. In Luxemburg soll Art. 106 der Verfassung, der eine staatliche Finanzierung des Klerus garantiert, nach Übereinkunft der Mehrheitsparteien bei der anstehenden Verfassungsreform gestrichen und durch Vereinbarungen mit den Religionsgemeinschaften ersetzt werden.
In den Schweizer Kantonen, die ganz oder teilweise Teil der französischen Republik oder vom Tochterrepubliken waren, ist die Situation unterschiedlich. Kirchen und Kirchengemeinden finanzieren sich vielfach teilweise vom Gemeinwesen (Basel-Landschaft, Bern, Jura, Neuenburg, Waadt, Wallis). Im Kanton Genf besteht seit 1907 eine strikte Trennung von Kirche und Staat, jedoch dauern auch hier bestimmte vor dem 1. Januar 1909 entstandene kommunale Baulasten fort.